# Roost-Warendin
 Roost-Warendin  es una población y comuna francesa, en la región de Norte-Paso de Calais, departamento de Norte, en el distrito de Douai y cantón de Douai-Nord-Est.

## Demografía
| 5772 | 6292 | 6356 | 6439 | 6413 | 5744 |
| Para los censos de 1962 a 1999 la población legal corresponde a la población sin duplicidades (Fuente: INSEE [Consultar]) |      |      |      |      |      |